# Guovja
De Guovja is een berg in het noorden van Zweden op de zuidelijke rand van het Scandinavische Hoogland. De berg ligt in de gemeente Kiruna op 75 km ten zuiden van het drielandenpunt met Finland en Noorwegen in het begroeide dal van de Lainiorivier. De Kuoujajåkka stroomt ten oosten van de Guovja de Lainiorivier in.